# Ipomoea subalata
Ipomoea subalata är en vindeväxtart som beskrevs av Hassler. Ipomoea subalata ingår i släktet praktvindor, och familjen vindeväxter. Inga underarter finns listade i Catalogue of Life.